# 興山県
興山県（こうざん-けん）は中華人民共和国湖北省宜昌市に位置する県。

## 歴史
秦代に南郡秭帰県の管轄とされた。260年（永安3年）、呉により秭帰県北部に興山県が設置された。
日中戦争では国民政府が疎開した重慶市防衛の最前線とされた。

## 行政区画
- 鎮:古夫鎮、昭君鎮、峡口鎮、高陽鎮、黄糧鎮、水月寺鎮
- 郷:高橋郷、榛子郷